# هيو بوت
هيو بوت (بالإنجليزية: Hugh Butt)‏ هو طبيب أمريكي، ولد في 8 يناير 1910، وتوفي في 16 أغسطس 2008.